# 香青兰
香青兰（学名：Dracocephalum moldavica）为唇形科青兰属下的一个种。

## 扩展阅读
- 維基物種上的相關：香青兰